# Stadsparksvallen
Lo Stadsparksvallen è uno stadio di calcio situato a Jönköping, in Svezia. La sua capienza ufficiale è di 6 261 posti.
È situato all'interno del parco cittadino Jönköpings stadspark, su una collina che si affaccia sul lago Vättern e sulla città stessa.

## Storia
Fu inaugurato nel 1902 e ristrutturato nel 1927, anno in cui fu anche ribattezzato con l'attuale denominazione. Fino al 1981 si sono disputati anche eventi di atletica leggera.
Generalmente è utilizzato per gli incontri interni dello Jönköpings Södra di calcio, ma nel corso degli anni ha ospitato anche altri eventi: i campionati nazionali di atletica leggera nel 1911, i mondiali di pentathlon moderno nel 1967 e i mondiali di frisbee nel 1996. Talvolta anche la Nazionale femminile di calcio ha utilizzato lo Stadsparksvallen, la prima volta nel 1985 contro il Belgio.
Il record di presenze risale alla stagione 1949-1950, quando 18 582 persone assistettero alla sfida tra Jönköpings Södra e Malmö FF. Il record di presenze in Superettan (il secondo campionato svedese) è stato registrato il 17 ottobre 2015, quando lo Jönköpings Södra è tornato in Allsvenskan per la prima volta dal 1969. Per l'occasione era stata montata una tribuna extra. Il record precedente risaliva alla stagione precedente, quando 5 535 spettatori (tutto esaurito all'epoca) il 3 maggio 2014 avevano assistito al derby contro l'Husqvarna FF.
Nel 2003 il Riksidrottsförbundet, organizzazione di coordinamento per le federazioni sportive svedesi, durante il suo centenario ha nominato lo Stadsparksvallen tra i 100 siti sportivi svedesi più importanti.
Nel 2016 lo Jönköpings Södra è tornato a militare in Allsvenskan dopo 46 anni ma, non avendo lo Stadsparksvallen i requisiti minimi per la massima serie, la squadra ha potuto giocare qui solo grazie a una deroga triennale, in attesa che venisse costruito un nuovo stadio. Per l'occasione è stata comunque ampliata la capienza e sono stati apportati vari miglioramenti.
Il 26 gennaio 2017 il consiglio comunale di Jönköping ha ufficializzato la volontà di costruire una nuova arena altrove, presso Jordbron, progetto però naufragato nell'agosto 2018. Dopo una fase di stallo, nel settembre 2019 si è deciso di mantenere lo Stadsparksvallen rinnovandolo con un costo di 150 milioni di corone. I lavori sono iniziati nella primavera 2020. Un anno dopo, a causa della stesura del nuovo manto erboso divenuto di erba ibrida, la società ha dovuto giocare temporaneamente al Vapenvallen di Huskvarna le proprie gare casalinghe comprese tra la prima e la sedicesima giornata della Superettan 2021.